# Kassius Robertson
Pour les articles homonymes, voir Robertson.
Kassius Robertson, né le 20 avril 1994 à Toronto, Ontario, est un joueur canadien de basket-ball. Il évolue au poste d'arrière.

## Biographie

### Carrière universitaire
Entre 2014 et 2017, il joue pour les Golden Griffins (en) au Canisius College (en).
Entre 2017 et 2018, il joue pour les Tigers à l'université du Missouri.

### Carrière professionnelle

#### Medi Bayreuth (2018-2019)
Le 21 juin 2018, lors de la draft 2018 de la NBA, automatiquement éligible, il n'est pas sélectionné.
En juin 2018, il signe son premier contrat professionnel en Allemagne avec le Medi Bayreuth. Sur la saison, il a une moyenne de 12,3 points par match.

#### Lions de Niagara River (mai - juil. 2019)
En mai 2019, Robertson signe avec le club canadien des River Lions de Niagara dans la Canadian Elite Basketball League (CEBL), où il a joué sept matches avant d'être invité à la NBA Summer League 2019 par les Hornets de Charlotte.

#### Fortitudo Bologne (2019-2020)
En juillet 2019, il rejoint le club italien du Fortitudo Bologne.
Il est appelé par l'équipe nationale du Canada pour participer aux qualifications à la FIBA AmeriCup durant lesquelles il subit une blessure qui le contraint à manquer le reste de la saison 2019-2020.
Le 3 mars 2020, il est libéré par Bologne.

#### Lions de Niagara River (mai - août 2020)
En mai 2020, Robertson revient au club canadien des River Lions de Niagara dans la Canadian Elite Basketball League (CEBL), où il a joué sept matches.

#### Monbus Obradoiro (2020-fév. 2021)
Le 17 juillet 2020, il rejoint le club espagnol du Monbus Obradoiro.

#### Lions de Niagara River (fév. - juillet 2021)
Le 24 février 2021, il revient chez les River Lions de Niagara au Canada avec lesquels il dispute trois rencontres.

#### Monbus Obradoiro (2021-2022)
En juillet 2021, il revient au club espagnol du Monbus Obradoiro.

## Statistiques

### Universitaires
Les statistiques en matchs universitaires de Kassius Robertson sont les suivantes :
| Saison    | Équipe        | Matchs | Titul. | Min./m | % Tir | % 3pts | % LF | Rbds/m. | Pass/m. | Int/m. | Ctr/m. | Pts/m. |
| --------- | ------------- | ------ | ------ | ------ | ----- | ------ | ---- | ------- | ------- | ------ | ------ | ------ |
| 2014-2015 | Canisius (en) | 33     | 0      | 19,1   | 47,4  | 38,2   | 83,6 | 2,18    | 1,12    | 0,45   | 0,03   | 6,76   |
| 2015-2016 | Canisius      | 33     | 33     | 34,0   | 43,7  | 40,4   | 73,0 | 2,82    | 1,79    | 1,09   | 0,06   | 14,09  |
| 2016-2017 | Canisius      | 34     | 33     | 33,4   | 44,7  | 41,0   | 80,3 | 3,15    | 2,41    | 0,88   | 0,15   | 16,12  |
| 2017-2018 | Missouri      | 33     | 33     | 36,0   | 42,2  | 43,2   | 79,5 | 3,00    | 2,33    | 0,97   | 0,06   | 16,27  |
| Total     |               | 133    | 99     | 30,6   | 44,1  | 41,2   | 78,7 | 2,79    | 1,92    | 0,85   | 0,08   | 13,33  |

## Palmarès
- First-team All-SEC (2018)
- Second-team All-MAAC (2017)